# Джо Джонас
Джозеф Адам Джонас (англ. Joseph Adam «Joe» Jonas; рід. 15 серпня 1989 року, Каса-Гранде, Аризона, США) — американський співак, музикант, актор і танцюрист. Колишній учасник групи «Jonas Brothers», яка була створена ним та його братами Ніком і Кевіном. Знімався в оригінальному серіалі «Jonas» каналу Disney. У жовтні 2011 року випустив свій сольний альбом «Fastlife». З 2015 року є солістом групи DNCE.

## Раннє життя
Народився в місті Каса-Гранде, Аризона, США 15 серпня 1989. Його мати, Деніс (до шлюбу Міллер), колишня вчителька жестової мови і співачка, а батько, Пол Кевін Джонас старший, є автором пісень і музикантом. Джо італійського (по лінії прадіда), німецького, англійського, ірландського, шотландського, черокійского і франко-канадського походження. Має трьох братів — Ніка, Кевіна і Френкі (наймолодший).

## Акторська кар'єра

### 2007-08:Ханна МонтанаіCamp Rock
17 серпня 2007 року відбулася прем'єра епізоду «Ханни Монтани», в якому брати Джонас стали запрошеними зірками. Епізод був показаний поряд з прем'єрою нового фільму «Класний мюзикл: Канікули» і  «Фінеаса і Ферба». Серію подивилися 10,7 мільйонів осіб, що стало абсолютним рекордом серед популярних серіалів.
Джо і його брати зіграли головні ролі в оригінальному фільмі «Camp Rock: Музичні канікули» виробництва каналу «Disney». Джо грав Шейна Грея, лід-учасника групи «Connect Three», Нік грав Нейта, гітариста і барабанщика, а Кевін грав Джейсона, який теж був гітаристом. Саундтреки до фільму вийшли 17 червня 2008, а самого прем'єра фільму відбулася 20 червня 2008 року в США на каналі «Disney» і в Канаді на каналі «Family». Джонас знову зіграв Шейна в сіквелі «Рок Табір 2: Фінальна битва», прем'єра якого відбулася 3 вересня 2010. Саундтреки до фільму вийшли 10 серпня того ж року.
16 травня 2008 на каналі «Disney» відбулася прем'єра реаліті «Jonas Brothers: Живучи мрією». В першому сезоні, який транслювався до 5 вересня 2008, показував життя групи під час туру «Look Me In The Eyes Tour», названий так на честь хіта братів «When You Look Me in the Eyes». Реаліті було продовжено на другий сезон, прем'єра якого відбулася 21 березня 2010. Другий сезон розповідав про європейської частини світового туру, в який група вирушила у 2009 році.

### 2009—2012:JONASта інші проєкти
Джо з братами Ніком, Кевіном і Френкі зіграли в їх власному серіалі «JONAS» на тому ж каналі «Disney». Сюжет серіалу побудований на тому, як популярна поп-група «Jonas Brothers» намагається жити нормальним життям. Перший сезон був представлений 2 травня 2009. Знімання другого сезону почали в лютому 2010.
Після виходу Поли Абдул, Джонас був запрошеним суддею в одній із серій «American Idol» під час прослуховування конкурсантів у Далласі. Серед суддів конкурсу також були Саймон Ковелл, Ренді Джексон і Кара Діогуарді. У лютому 2010 разом з Джейком Джилленголом, Lil Jon і RZA Джо зіграв епізодичну роль в музичному кліпі гурту «Vampire Weekend» на пісню «Giving Up the Gun».
У 2010 році зіграв епізодичну роль в серіалі «Красуні в Клівленді». Джо з'явився в  епізоді в ролі Вілла, сина героїні Валері Бертінеллі. У цій серії Вілл приїжджає в Клівленд, щоб відвідати свою матір Мелані. Серія була показана 11 серпня, а знята 17 липня перед живою аудиторією. 25 січня 2012 він знову з'явився в серії серіалу.

### 2012-13:Заміж за Джонаса
19 серпня 2012 на телеканалі «E!» відбулася прем'єра реаліті «Заміж за Джонаса», головними героями якого був найстарший з братів Джонас і його дружина. Ніка і Джо теж можна спостерігати протягом реаліті. Режисером проєкту став Райан Сікрест. Реаліті розповідало про життя молодої пари (Кевіна Джонаса і його обраниці Даніель), а також про запис п'ятого студійного альбому Jonas Brothers. Фінальний епізод другого сезону був показаний 26 травня 2013.
У 2012 Джо взяв участь у шоу «Вибір» на каналі FOX.

## Музична кар'єра

### Jonas Brothers
На початку 2005 року новий президент «Columbia Records» Стів Грінберг послухав запис Ніка. Але йому не сподобався альбом, а голос Ніка. Після прослуховування пісні «Please Be Mine», написаної і сповненою усіма братами, «Columbia» ухвалила рішення укласти контракт з братами і створити групу. Після підписання контракту, брати хотіли назвати групу «Sons of Jonas», але пізніше було ухвалено рішення назвати групи «Jonas Brothers».
«It's About Time» перший альбом групи, що вийшов 8 серпня 2006 року. За словами менеджера, альбом вийшов обмеженим тиражем 50 000 копій. Оскільки Sony Music не була зацікавлена надалі просуванні групи «Jonas Brothers» прийняли рішення змінити лейбл. На початку 2007 року контракт з «Columbia» був розірваний.
У лютому 2007 року група підписала контракт з «Hollywood Records». 7 серпня 2007 року відбувся реліз їхнього другого альбому, названого на честь групи. Альбом посів п'яте місце в чарті Billboard 200.
12 серпня 2008 вийшов третій альбом «A Little Bit Longer», якому вдалося посісти перше місце в Billboard 200.
16 червня 2009 був представлений четвертий альбом групи «Lines, Vines and Trying Times», якому так само вдалося стати номером один в Billboard 200. У перший тиждень було продано 247 000 копій альбому.
2 травня 2012 було оголошено, що Jonas Brothers покинули Hollywood Records, викупивши права на свою музику.

### Сольна кар'єра
19 травня 2010 року було оголошено про намір Джо випустити сольний альбом. 16 травня 2011 року Джонас анонсував, що перший сингл з альбому буде називатися «See No More» і вийде 3 червня. 4 серпня 2011 у Твіттері Джо анонсував, що він буде виступати на розігріві у європейській частині туру Брітні Спірс, починаючи з 16 жовтня 2011. 9 вересня 2011 на сайті Райана Сикреста був представлений другий сингл «Just in Love». Кліп на пісню був знятий в Парижі. Презентація кліпу відбулася на сайті E! Online 12 вересня 2011. На підтримку альбому Джо вирушив в спільний тур з Джеєм Шоном «Joe Jonas & Jay Sean Tour», у якому співачка Джоджо виступала на розігріві.
11 жовтня 2011 року відбувся реліз альбому «Fastlife», який дебютував з п'ятнадцятою позиції в Billboard 200. У перший тиждень було продано 18 000 копій. Станом на 29 грудня 2011, було продано 25 000 копій альбому.
2 травня 2012 було повідомлено, що Джо покинув лейбл «Hollywood Records», викупивши права на свої пісні. 2013 року Джонас став автором пісні «Dreams», яка увійшла в альбом Джон Ледженд «Love in the Future».

### DNCE
У 2015 Джонас зібрав новий колектив DNCE, у складі якого ДжинДжу (гітара), Коул Уиттл (басист, клавішник) і колишній барабанщик Jonas Brothers Джек Лоулесс. 14 вересня 2015 група представила свій дебютний сингл «Cake by the Ocean».

## Особисте життя
З 2007 року зустрічався з американською співачкою Тейлор Свіфт, але вони розлучилися у 2008 році. Зараз підтримують дружні стосунки.
У 2010 році зустрічався зі співачкою Демі Ловато, але пізніше 24 травня, з його ініціативи розлучилися. Підтримують дружні стосунки.
У 2011 році зустрічався з актрисою Ешлі Грін, але через кілька місяців їхній роман закінчився.
У 2012 році почав зустрічатися з Бландой Эггеншвайлер. Пара розлучилася у 2014 році.
У травні 2015 року зустрічався з американською моделлю Джіджі Хадід. Пара розпалася 3 листопада 2015 року.
У травні 2019 одружився з актрисою з «Гри Престолів» — Софі Тернер.

## Дискографія
- 2006: it's About Time
- 2007: Jonas Brothers
- 2008: A Little Bit Longer
- 2009: Lines, Vines and Trying Times
- 2010: JONAS L. A.
- 2011: Fastlife
- 2012: «Fly With Me»

### Індивідуальні сингли
| 2008                                    | «We Rock» (With the Cast of Camp Rock)                    | 30 | 41 | — | 16 | 70 | 100 | —  | Camp Rock                  |
| 2008                                    | «This Is Me» (With Demi Lovato)                           | 9  | 2  | 1 | 16 | 33 | 46  | 85 | Camp Rock                  |
| 2008                                    | «Gotta Find You»                                          | 20 | 26 | — | 13 | 82 | 70  | —  | Camp Rock                  |
| 2009                                    | «Send It On»(with Demi Lovato, Селена Гомес, Miley Cyrus) | 20 | 94 | — | 9  | —  | —   | —  | Non Album Song             |
| 2010                                    | «We Are the World» (with Various Artists)                 | 2  | 7  | — | —  | 18 | 50  | —  | Non Album Song             |
| 2010                                    | «Make A Wave» (with Demi Lovato)                          | 84 | —  | — | —  | —  | —   | —  | Non Album Song             |
| 2010                                    | «Wouldn't Change A Thing» (with Demi Lovato)"             | —  | 90 | — | —  | —  | 71  | —  | Camp Rock 2: The Final Jam |
| «—» denotes releases that did not chart |                                                           |    |    |   |    |    |     |    |                            |